# Carlos César
Carlos Manuel Martins do Vale César (Ponta Delgada, 30 ottobre 1956) è un politico portoghese, presidente del Partito Socialista dal 2014.
È stato presidente del governo regionale della regione autonoma delle Azzorre dal 1996 al 2012. In virtù di tale incarico, è stato anche membro del Consiglio di Stato portoghese.